# 13766 Bonham
13766 Bonham è un asteroide della fascia principale. Scoperto nel 1998, presenta un'orbita caratterizzata da un semiasse maggiore pari a 2,2827105 UA e da un'eccentricità di 0,1719889, inclinata di 3,73426° rispetto all'eclittica.